# Nem o Pai Morre nem a Gente Almoça
Nem o Pai Morre nem a Gente Almoça é uma série da autoria de Nicolau Breyner, escrita por Rosa Lobato Faria e com realização de Paula Pacheco. Foi transmitida pela RTP em 1990.

## Sinopse
D. Antão Torrado, um excêntrico milionário no vigor dos seus 103 anos, é alvo das constantes tentativas dos sobrinhos Albano, Adelaide e Carolina para apressar a sua morte, de forma a herdarem a colossal fortuna do ancião. Contudo, todos os estratagemas montados acabam invariavelmente por falhar. Para tal, muito contribui a acção da bisneta de D. Antão, Mafalda, da criada Chica e de Nózinhos, o fiel secretário, apostados em manter o velho vivo.

## Elenco
- Júlio César - D. Antão Simão Brandão Torrado/Nózinhos (Francisco Xavier)
- Armando Cortez - Albano Torrado Torres
- Manuela Maria - Adelaide Torrado Torres
- Rosa Lobato Faria - Carolina Torres
- Natalina José - Chica (Edwiges)
- Isabel Gaivão - Mafalda Torrado Torres Melban

## Pequenas Participações
- Lídia Franco - Maria Luísa Torrado Torres Rigaud Luisinha (mãe de Mafalda, filha de Albano e Carolina)
- Nicolau Breyner - Pierino Lagostini
- Fernando Mendes - Osvaldo (sobrinho de Chica)
- Vera Mónica - Maria dos Anjos
- Simone de Oliveira - Maria do Pilar
- Adelaide João - enfermeira Clotilde
- Herman José
- Cláudia Cadima - Maria Eugénia

## Lista de episódios
- 1. Feliz Aniversário (com Adelaide João - Enfermeira Clotilde)
- 2. Emissão Especial
- 3. O Livro de São Cipriano (com Luís Martinez - Costa)
- 4. Osvaldo, Precisa-se (com Fernando Mendes - Osvaldo)
- 5. O Atiçador de Energia (com Lídia Franco - Madame Rigaud e Paula Cruz - Glória)
- 6. O Padre Eterno (com Nicolau Breyner - Pierino Lagustini)
- 7. Verão de 49 (com Simone de Oliveira - Pipi)
- 8. Os Anjos Barrocos (com António Fonseca - Jacinto e Vera Mónica - Maria dos Anjos)
- 9. As Trocas do Sr. Gauguinat (com Herman José - Sr. Gauguinat)
- 10. As Asas Brancas (Parte 1)
- 11. As Asas Brancas (Parte 2)
- 12. A Erva Secreta (com Carlos Ivo - Jesuíno Fortes)
- 13. Os Cabelos da Parca (com Cláudia Cadima - Maria Eugénia)